# El Reno
|  | Per a altres significats, vegeu «Reno». |

El Reno és una ciutat del Comtat de Canadian, a l'estat d'Oklahoma, als Estats Units d'Amèrica.

## Demografia
Segons el Cens dels Estats Units del 2000, El Reno tenia 16.212 habitants, tenia 16.212 habitants, 5.727 habitatges, i 3.842 famílies. La densitat de població era de 78,3 habitants per km².
Dels 5.727 habitatges en un 31,7% hi vivien nens de menys de 18 anys, en un 50% hi vivien parelles casades, en un 12,7% dones solteres, i en un 32,9% no eren unitats familiars. En el 28,5% dels habitatges hi vivien persones soles el 12,7% de les quals corresponia a persones de 65 anys o més que vivien soles. El nombre mitjà de persones vivint en cada habitatge era de 2,5 i el nombre mitjà de persones que vivien en cada família era de 3,08.
Per edats la població es repartia de la següent manera: un 24,2% tenia menys de 18 anys, un 10,5% entre 18 i 24, un 30,8% entre 25 i 44, un 21,1% de 45 a 60 i un 13,4% 65 anys o més.
L'edat mediana era de 35 anys. Per cada 100 dones de 18 o més anys hi havia 119,5 homes.
La renda mediana per habitatge era de 31.200 $ i la renda mediana per família de 39.106 $. Els homes tenien una renda mediana de 29.521 $ mentre que les dones 20.107 $. La renda per capita de la població era de 15.570 $. Entorn de l'11,4% de les famílies i el 16,3% de la població estaven per davall del llindar de pobresa.

## Poblacions properes
El següent diagrama mostra les poblacions més properes.